# 로마 평민의 철수 투쟁
로마 평민의 철수 투쟁(Secessio plebis, 평민의 철수를 뜻함)는 고대 로마 평민 시민들이 벌인 시위를 이르며, 극단적인 총파업과 비슷하다고 볼 수 있다. 이들의 철수 투쟁이란 평민들은 귀족의 지배를 벗어나 무리지어 도시를 떠나는 것이었다. 도시에 평민 시민들이 없으므로, 자연히 모든 가게와 공방은 문을 닫았으며, 장사 활동도 거의 끊어지게 된다. 이 방법은 로마 공화정 초기 신분 투쟁 과정에서 효과가 있었는데, 로마 인구의 대다수를 이루던 이들은 수적으로 우세하며 대부분의 생산을 담당했으므로 소수 상류층인 귀족들로서는 당해낼 재간이 없었던 것이다. 저자에 따라 철수 투쟁이 몇번이나 일어났는지 다르게 쓰고 있다. 캐리와 스컬러드(p. 66)는 기원전 494년에서 기원전 287년까지 다섯 번의 철수 투쟁이 일어났다고 썼다.

## 로마사상 평민의 철수 투쟁

#### 기원전 494년
기원전 494년에 아피우스 클라우디우스의 가혹한 통치에 대항하여 평민들은 성산(聖山, Monte Sacro)으로 철수하여 새 도시를 건설하겠노라 위협했다고 한다.(이 산은 기원전 287년에 평민들이 모였던 아벤티누스 언덕이 아니다. 아래 내용 참조) 그리하여 귀족들은 일부 평민들의 빚을 삭쳐주고 평민들이 호민관직을 창설하여 자신들의 권리를 지키는데 인정했다. 호민관의 권한은 시간이 지나면서 발전했는데, 절정에 이르렀을 때 호민관은 평민에게 해로운 결정에 대해서는 집정관이나 법무관 뿐만 아니라 전체 원로원의 결정이나 행동에 대해서도 거부권(veto, 나는 금한다)을 행사할 수 있었다. 그러나 공화정 말기 술라의 독재 시대 때는 헌정 개혁으로 호민관의 권력이 크게 약화된다. 이렇게 철수 투쟁이 합의로 끝나면서, 조화의 신전('조화'를 뜻하는 '콩코르디아'를 신격화했다)를 봉헌하게 된다.
그러나 이 사건이 발생한 시기를 기원전 494년으로 비정한 것은 연대를 너무 올려잡은 것이 확실하며, 실제로 철수 투쟁이 처음으로 일어난 연대는 기원전 471년경으로 아벤티누스 언덕에서 있었던 것으로 보인다.

#### 기원전 449년
기원전 449년, 평민들은 12표법의 제정을 요구하며 다시 철수 투쟁을 벌였다. 과거 사제들만 비밀스럽게 전승으로 이어져오던 기존의 법과 달리, 12표법은 성문화되어 모든 사람에게 공개되었다. 그리고 로마의 일반 평민에 권리를 보장하지 않던 과거의 비밀스러운 법 대신 12표법은 기본법이자 로마 인민의 권리를 보장하는 법이었다. 원래 귀족들은 성문법 제정에 반대했으나, 결국 10인 입법 위원회를 구성하여 로마 광장에 12표법을 내걸게 되었다. 새 법으로 평민들은 재판에서 부정과 자의적인 판결에 대해 어느 정도 보호받게 되었다. 그러나 이 법에서는 아직 채무노예제를 인정했다.

#### 기원전 445년
이 세 번째 철수 투쟁은 트라야누스와 하드리아누스 시대의 역사가 플로루스가 언급한 바 있다.

#### 기원전 342년
네 번째 철수 투쟁은 리비우스가 기록한 것이다. 옥스퍼드 고전 사전에는 이 사건을 "모호한 군사 반란"으로 부르고 있다.

#### 기원전 287년
기원전 287년 평민들은 트리부스 평민회의 결의(plebiscita)에 법적 구속력을 부여하도록 호르텐시우스 법(Lex Hortensia) 통과를 요구하며 야니쿨룸 언덕에서 마지막으로 철수 투쟁을 했다.